# Gabonia gabriela
Gabonia gabriela es una especie de insecto coleóptero de la familia Chrysomelidae. Fue descrita en 1981 por Boppre & Scherer.